# Luis Amado (futsal)
Ne doit pas être confondu avec Luis Amado.
Amado  Tarodo est un nom espagnol. Le premier nom de famille, en général paternel, est Amado ; le second, en général maternel, souvent omis, est Tarodo.
Luis Amado Tarodo, né le 4 mai 1976 à Madrid, est un joueur international espagnol de futsal évoluant comme gardien de but du milieu des années 1990 à celui des années 2010.
Commençant sa carrière avec le Club Atlético de Madrid Leganés, Amado a remporté un titre de champion et trois Coupes d'Espagne avec Caja Segovia avant de passer à l'Inter en 2001. En 15 saisons avec l'équipe madrilène, Amado remporte sept titres de champion, six Coupes d'Espagne, le Copa del Rey et un record de trois Coupes de l'UEFA.
Sur le plan international, Luis Amado intègre l'équipe d'Espagne en 1998. Il est d'abord finaliste du Championnat d'Europe 1999, avant de remporter la Coupe du monde 2000 et l'Euro 2001. Troisième de l'Euro 2003, la Roja et son portier conservent leur titre mondial en 2004 puis enchaînent quatre nouveaux titres européens en 2005, 2007, 2010 et 2012. Amado prend sa retraite internationale avant la Coupe du monde 2012.
Luis Amado est considéré comme un des meilleurs gardiens de futsal de l'histoire. Meilleur gardien de but du monde aux Prix FutsalPlanet en 2003 et 2004, il est élu meilleur portier de l'Euro 2001 et du Mondial 2004 puis meilleur joueur de l'Euro 2005. Sept fois meilleur portier du championnat d'Espagne, il est le seul gardien de but à avoir obtenu le titre de meilleur joueur de la saison en Espagne en 2008.

## Biographie

### Enfance et formation madrilènes
Luis Amado naît à Madrid et grandit à Arganda del Rey, proche de la capitale de l'Espagne. Jouant au football à l'école et dans la rue, son premier sport en club est le karaté qu'il pratique jusqu'à obtenir la ceinture bleue.
À ce moment-là, il arrête le sport de combat et entre à la Escuela de Futbol de Arganda. Grand pour son âge, Luis évolue en tant que défenseur. À la suite de l'absence de gardien de but, il propose de prendre le poste et ne le quittera plus. Promu dans la catégorie d'âge supérieure grâce à sa taille, Luis prend part à moins de match.
Cherchant du temps de jeu, il rejoint des amis aux entraînements de l'équipe de futsal El Bliman.  Il a alors 14 ans et doit attendre l'année suivante pour pouvoir jouer. Une fois l'âge requis obtenu, Luis évolue deux saisons dans l'équipe J. Rocal. Il signe ensuite à Ferretería Madrid où il évolue au sein du championnat local la première année puis en primera B (1ªB) la seconde. La saison suivante, il joue en Championnat d'Espagne avec Murcie. En fin de cette saison, Luis Amado signe pour deux ans à la Caja Segovia en première division (Division de Honor).

### Débuts professionnels avec Caja Segovia (1995-2001)
Son premier club senior est la Caja Segovia en Division de Honor, où Luis Amado signe pour deux saisons. Écarté par l'entraîneur la première année, à 19 ans, il rejoint l'Atlético de Madrid Leganés en seconde division 1996-1997. Mais l'équipe est reléguée.
La Caja Segovia ayant changé d'entraîneur, Luis Amado y effectue son retour pour l'exercice 1997-1998. Le gardien passe quatre années au club, où il remporte presque toutes les compétitions : trois Coupes d'Espagne, autant de Supercoupes, le titre de champion 1998-1999 puis la Coupe d'Europe des champions et la Coupe intercontinentale en 1999-2000. Alors qu'il lui reste un an de contrat, Luis Amado rejoint l'Interviu à l'été 2001.

### Meilleur gardien du monde à l'Interviú (2001-2016)
Rapidement, le gardien accumule les titres individuels et collectifs avec l'Interviú Boomerang.
En 2007-2008, Interviú Fadesa remporte quatre des cinq compétitions jouées : Liga, Supercoupe, Coupe des vainqueurs de coupe européenne et du Coupe intercontinentale. Le gardien Luis Amado est élu gardien et meilleur joueur de la saison.
En avril 2010, il compte déjà cinq championnats, 4 Coupes, 6 Supercoupes, 3 Coupes d'Europe, 4 Coupes intercontinentales, 1 Coupe des coupes et 2 Coupes Ibériques. Individuellement, Luis Amado est élu sept fois meilleur gardien de la LNFS, une fois meilleur joueur de la LNFS (unique pour un gardien) et 1 fois meilleur gardien européen.
En juillet 2016, le gardien de l'Inter FS met un terme à sa carrière de futsal à l'âge de 40 ans.

### En équipe nationale
Luis Amado connaît sa première sélection en équipe d'Espagne de futsal le 25 janvier 1998 à Porto contre le Portugal en tournoi international (victoire 1-5).
En 1999, Amado et la Roja, tenante du titre, sont finalistes du Championnat d'Europe, s'inclinant aux tirs au but face à la Russie en finale.
En 2000, Luis Amado  fait partie de la première équipe d'Espagne tout sport collectif confondu à être sacrée championne du monde au Guatemala, contre le Brésil invaincu jusqu'à présent.
En 2001, Amado et son équipe remporte l'Euro.
En 2003, la Roja et son portier sont troisièmes du Championnat d'Europe.
Fin 2004, Amado et l'Espagne remportent leur second titre mondial consécutif, contre l'Italie championne d'Europe en titre. La performance du portier espagnol en demi-finale (remportée aux tirs au but face au Brésil) puis en finale (2-1 sur l'Italie) sont remarquées.
Deux mois après la victoire à Taipei, Amado gagne l'Euro 2005 à Ostrava avec la Roja. En demi-finale, Amado conserve ses cages inviolées, fait rare à ce niveau, lors de la victoire 5-0 sur l'Ukraine. L'Espagne gagne 2-1 contre la Russie en finale. Amado est élu meilleur joueur de la compétition.
En février 2006, Luis Amado devient le quatrième joueur espagnol de futsal à atteindre les cent sélections en équipe nationale après Javi Sánchez, Julio García et Javi Rodríguez. Sa centième cape est obtenue le 21 février à Vigo contre la Russie (victoire 4-0) lors de la Three Nations Cup.
En 2007, Amado obtient son troisième titre continental.
L'année suivante, l'Espagne perd en finale de la Coupe du monde contre le Brésil.
En 2010, la Roja gagne son quatrième Euro consécutif.
En février 2012, Amado remporte son cinquième et dernière Euro de futsal.
En octobre de la même année, le gardien prend sa retraite internationale, après quatorze ans et 179 matchs en sélection nationale. Luis Amado fait ses adieux lors d'une victoire (6-1) sur le Costa Rica. Le mois suivant, il ne prend donc pas part à la Coupe du monde que l'Espagne perd pour la seconde fois consécutive en finale contre le Brésil.

## Palmarès
Luis Amado remporte cinquante titres tout au long de sa carrière,.

### En sélection nationale
Luis Amado est double champion du monde et quintuple champion d’Europe avec la Roja,,.
- Coupe du monde (2)
  - Vainqueur : 2000 et 2004
  - Finaliste : 2008

- Championnat d'Europe (5)
  - Vainqueur : 2001, 2005, 2007, 2010 et 2012
  - Finaliste : 1999
  - Troisième : 2003

### En club
Luis Amado remporte un titre de champion et trois Coupes d'Espagne avec Caja Segovia. En quinze saisons avec l'Inter FS, Amado remporte sept titres de champion, six Coupes d'Espagne, le Copa del Rey et un record de trois Coupes de l'UEFA.
Amado est le joueur le plus titré en Coupe d'Espagne. Avec ses coéquipiers de l'Interviú Madrid, Daniel et Schumacher, il est l'un des trois joueurs à avoir remporté trois titres de Coupe de futsal de l'UEFA.
| Compétitions internationales | Compétitions nationales |
| --- | --- |
| - Coupe intercontinentale (6) - Vainqueur : 2000 (Segovia), 2005, 2006, 2007, 2008, 2011 (Inter) - Coupe de l'UEFA (3) - Vainqueur : 2004, 2006, 2009 (Inter) - Finaliste : 2007, 2010 (Inter) - Coupe des champions (1) - Vainqueur : 2000 (Segovia) - Coupe des coupes (1) - Vainqueur : 2008 (Inter) - Coupe ibérique (2) - Vainqueur : 2004, 2006 (Inter) | - Championnat d'Espagne (9) - Champion : 1999 (Segovia), 2002, 2003, 2004, 2005, 2008, 2014, 2015, 2016 (Inter) - Vice-champion : 2007 et 2009 (Inter) - Coupe d'Espagne LNFS (9) - Vainqueur : 1998, 1999, 2000 (Segovia), 2004, 2005, 2007, 2009, 2014, 2016 (Inter) - Finaliste : 2003, 2006 et 2018 (Inter) - Supercoupe d'Espagne (11) - Vainqueur : 1998, 1999, 2000 (Segovia), 2001, 2002, 2003, 2005, 2007, 2008, 2011, 2015 (Inter) - Finaliste : 2004, 2010, 2012, 2014 (Inter) - Coupe du Roi (1) - Vainqueur : 2015 (Inter) - Finaliste : 2011 (Inter) |

### Distinctions individuelles
Individuellement, Luis Amado est élu sept fois meilleur gardien de la LNFS, une fois meilleur joueur de la LNFS espagnole (unique pour un gardien) et une fois meilleur gardien européen.
En août 2019, Luis Amado est élu dans l'équipe-type des 30 ans de la LNFS en tant qu'gardien, aux côtés Javi Rodríguez, Paulo Roberto, Kike Boned et Ricardinho.
- Prix FutsalPlanet (2)
  - Meilleur gardien : 2003 et 2004

- Coupe du monde FIFA (1)
  - Meilleur gardien : 2004

- Championnat d'Europe de l'UEFA (2)
  - Meilleur joueur : 2005
  - Meilleur gardien : 2001[6]
- Championnat d'Espagne (8)
  - Meilleur joueur : 2008[13]
  - Meilleur gardien : 1999, 2000, 2001[6], 2004, 2005[4], 2006 et 2008[13]

## Statistiques

### Liste des sélections en équipe nationale
| Partie des matchs de Luis Amado avec l'Espagne | Partie des matchs de Luis Amado avec l'Espagne | Partie des matchs de Luis Amado avec l'Espagne | Partie des matchs de Luis Amado avec l'Espagne | Partie des matchs de Luis Amado avec l'Espagne | Partie des matchs de Luis Amado avec l'Espagne | Partie des matchs de Luis Amado avec l'Espagne |
| #                                              | Date                                           | Compétition                                    | Dom./Ext.                                      | Adversaire                                     | Score                                          | Note                                           |
| ---------------------------------------------- | ---------------------------------------------- | ---------------------------------------------- | ---------------------------------------------- | ---------------------------------------------- | ---------------------------------------------- | ---------------------------------------------- |
| 179                                            | 25 octobre 2012                                | A                                              | dom.                                           | Costa Rica                                     | 1 - 3                                          | dernière sélection                             |
|                                                | 11 février 2012                                | Euro 2012 - finale                             | N                                              | Russie                                         | 1 - 3 ap                                       |                                                |
|                                                | 9 février 2012                                 | Euro 2012 - demi-finale                        | N                                              | Italie                                         | 1-0                                            |                                                |
|                                                | 6 février 2012                                 | Euro 2012 - quart de finale                    | N                                              | Roumanie                                       | 3-8                                            |                                                |
|                                                | 4 février 2012                                 | Euro 2012 - grp. B                             | N                                              | Ukraine                                        | 1 - 4                                          |                                                |
|                                                | 31 janvier 2012                                | Euro 2012 - grp. B                             | N                                              | Slovénie                                       | 4-2                                            |                                                |
|                                                | 19 janvier 2011                                | A                                              | ext.                                           | Portugal                                       | 2-2                                            |                                                |
|                                                | 18 janvier 2011                                | A                                              | dom.                                           | Portugal                                       | 4-4                                            |                                                |
|                                                | 30 janvier 2010                                | Euro 2010 - finale                             | N                                              | Portugal                                       | 2-4                                            |                                                |
|                                                | 28 janvier 2010                                | Euro 2010 - demi-finale                        | N                                              | Tchéquie                                       | 1-8                                            | But inscrit                                    |
|                                                | 26 janvier 2010                                | Euro 2010 - quart de finale                    | N                                              | Russie                                         | 0-0 tab 6-7                                    |                                                |
|                                                | 24 janvier 2010                                | Euro 2010 - grp. D                             | N                                              | Portugal                                       | 1-6                                            |                                                |
|                                                | 20 janvier 2010                                | Euro 2010 - grp. D                             | N                                              | Biélorussie                                    | 9-1                                            |                                                |
|                                                | 19 octobre 2008                                | Coupe du monde 2008 - finale                   | N                                              | Brésil                                         | 2-2 tab 4-3                                    |                                                |
|                                                | 25 novembre 2007                               | Euro 2007 - finale                             | N                                              | Italie                                         | 1 - 3                                          |                                                |
|                                                | 23 novembre 2007                               | Euro 2007 - demi-finale                        | N                                              | Portugal                                       | 2-2 tab 4-3                                    |                                                |
| 100                                            | 6 février 2006                                 | A                                              | dom.                                           | Russie                                         | 4 - 0                                          | centième célection                             |
|                                                | 27 septembre 2005                              | A                                              | dom.                                           | Portugal                                       | 2-3                                            |                                                |
|                                                | 20 février 2005                                | Euro 2005 - finale                             | N                                              | Russie                                         | 2 - 1                                          |                                                |
|                                                | 5 décembre 2004                                | Coupe du monde 2004 - finale                   | N                                              | Italie                                         | 2 - 1                                          |                                                |
|                                                | 22 février 2003                                | Euro 2003 - demi-finale                        | N                                              | Italie                                         | 2 - 1                                          |                                                |
|                                                | 20 février 2003                                | Euro 2003 - grp. B                             | N                                              | Ukraine                                        | 0-3                                            |                                                |
|                                                | 18 février 2003                                | Euro 2003 - grp. B                             | N                                              | Belgique                                       | 1-1                                            |                                                |
|                                                | 17 février 2003                                | Euro 2003 - grp. B                             | N                                              | Portugal                                       | 3-3                                            |                                                |
|                                                | 28 février 2001                                | Euro 2001 - finale                             | N                                              | Ukraine                                        | 2 - 1                                          |                                                |
|                                                | 23 février 2001                                | Euro 2001 - grp. A                             | N                                              | Pologne                                        | 8-2                                            |                                                |
|                                                | 22 février 2001                                | Euro 2001 - grp. A                             | N                                              | Ukraine                                        | 4-1                                            |                                                |
|                                                | 28 février 1999                                | Euro 1999 - finale                             | N                                              | Russie                                         | 3-3 tab 4-2                                    |                                                |
| 1                                              | 25 janvier 1998                                | A                                              | ext.                                           | Portugal                                       | 1 - 5                                          | première sélection                             |